# Pectinia pygmaeus
Pectinia pygmaeus är en korallart som beskrevs av Veron 2002. Pectinia pygmaeus ingår i släktet Pectinia och familjen Pectiniidae. IUCN kategoriserar arten globalt som nära hotad. Inga underarter finns listade i Catalogue of Life.